# Topper
Topper es una empresa argentina-brasileña proveedora de material deportivo, fundada por Alpargatas de Argentina en 1975 y luego en 2007 fue adquirida en porcentaje por su subsidiaria brasileña independiente de la casa matriz en Argentina. Pertenece al conglomerado  Camargo Corrêa. Comercializa en todo Sudamérica, pero principalmente en Argentina, Brasil, Paraguay y Uruguay.
La empresa produce calzado y ropa deportiva, bolsos, pelotas y equipamiento para fútbol, rugby, básquetbol, vóleibol y tenis, entre otros patrocinando a futbolistas como Riquelme, Ronaldo y Mauro Vazquez.
En 2018, Alpargatas Brasil vendió la marca Topper a "BRS Comercio e Industria de Material Esportivo SA" por un total de R$ 40 millones. BRS es un holding compuesto por un grupo de inversionistas liderados por Carlos Wizard Martins. El contrato firmado incluía la licencia para el uso de la marca "Topper" en Estados Unidos y China.